# The Silent Voice
The Silent Voice er en amerikansk stumfilm fra 1915 af William J. Bowman.

## Medvirkende
- Francis X. Bushman som Franklyn Starr.
- Marguerite Snow som Marjorie Blair.
- Lester Cuneo som Bobby Delorme.
- Helen Dunbar.
- Anne Drew som Mildred Hallan.